# Wat Phra Sri Rattana Mahathat (Lop Buri)

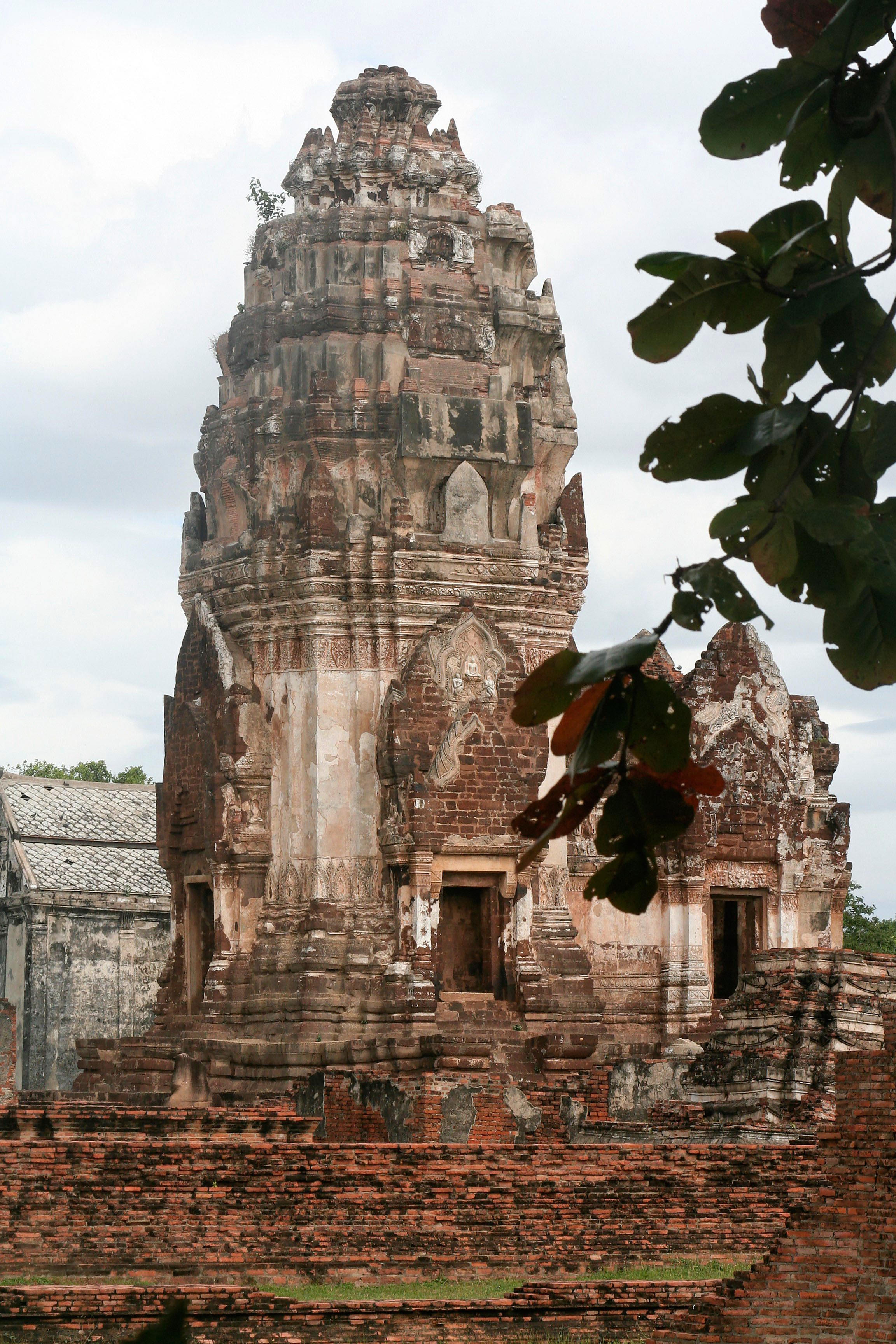
Zentraler Prang und Mandapa des Wat Phra Sri Rattana Mahathat

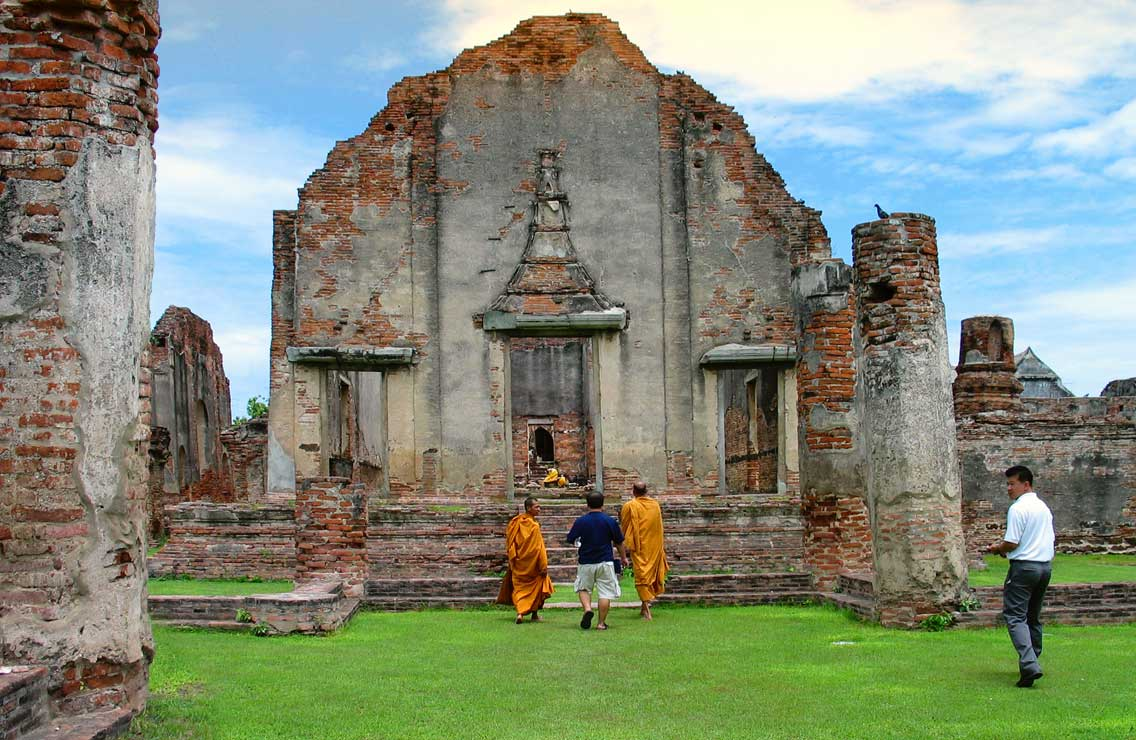
Wihan Luang des Wat Phra Sri Rattana Mahathat

Der Wat Phra Sri Rattana Mahathat (Thai วัดพระศรีรัตนมหาธาตุ) ist eine verlassene buddhistische Tempelanlage (Wat) in Lop Buri, Zentralthailand. 

## Lage
Der Wat Phra Sri Rattana Mahathat liegt direkt gegenüber dem Hauptbahnhof von Lop Buri im Zentrum der Altstadt, die im Westen von einem ovalen Stadtgraben, im Osten vom Lop-Buri-Fluss begrenzt wird.

## Geschichte
Das genaue Gründungsdatum des Wat Mahathat ist nicht bekannt. Der Haupt-Prang im Khmer-Stil legt die Vermutung nahe, dass er wahrscheinlich aus dem 11.–12. Jahrhundert stammt. 
Als König Narai den Narai Ratchaniwet direkt hinter dem Tempel als seine Residenz bezogen hatte, „manifestierte er sein Heiliges Mitgefühl indem er Predigthallen, Rezitationshallen, Große Reliquienschreine, Wohnbereiche und Versammlungshallen, die verfallen oder in Ruinen lagen in der gesamten Provinz von Lop Buri in ihren vorherigen Zustand wiederherstellen ließ“. Hier im Wat Mahathat ließ er einen „Wihan mit neun Räumen“ errichten, der die für seinen Baustil typischen Spitzbogenfenster zeigt. Außerdem stammen einige Chedis aus seiner Zeit, wie die „Chedi mit der Basis gestützt von Löwenfüßen“.
Nach dem Tode von König Narai wurde Lop Buri vernachlässigt, der Tempel wurde dem Verfall preisgegeben.

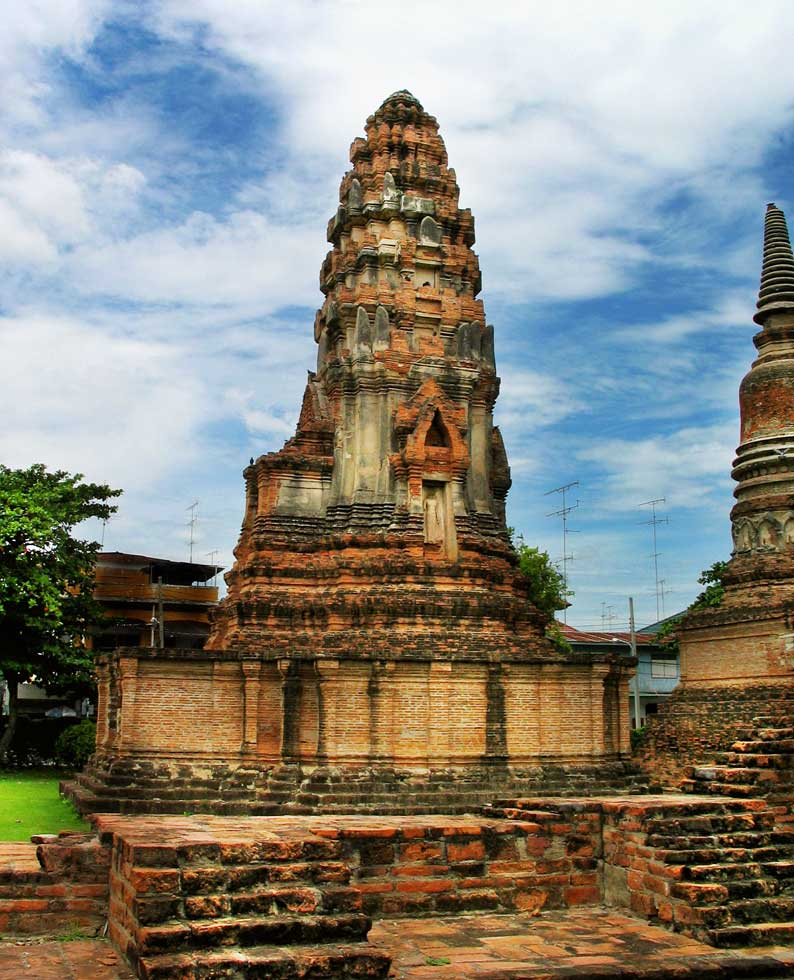
Kleinerer Prang im Südwesten der Anlage

## Die Anlage
Der Tempel liegt in einem Rechteck von etwa drei Hektar (20 Rai). Das zentrale Heiligtum ist ein Prang im Lop-Buri-Stil, der Vorbau vor dem westlichen Eingang zur Cella verleiht dem Bauwerk eine charakteristische Silhouette. Nördlich und südlich standen auf der gleichen Plattform wahrscheinlich zwei kleinere Prangs, von denen nur noch die Grundmauern vorhanden sind.
Der Prang war von einer Galerie (Phra Rabieng) umgeben, von der die Grundmauern kaum noch zu erkennen sind. In die Galerie war ein Wihan eingegliedert, der aufgrund seiner Spitzbogen-Fenster in die Zeit von König Narai datiert werden kann.
Zwischen Galerie und der äußeren Mauer sind weitere Prangs und einige Chedis verstreut, die teilweise aus der Sukhothai-Zeit stammen könnten. 
Der Grundriss des Tempels wurde als Vorbild für den Wat Phutthai Sawan in Ayutthaya benutzt: hier wie dort gibt es einen ähnlich aufgebauten Prang, der von einer Galerie umgeben ist. Davor und dahinter befindet sich jeweils ein Wihan.

## Galerie

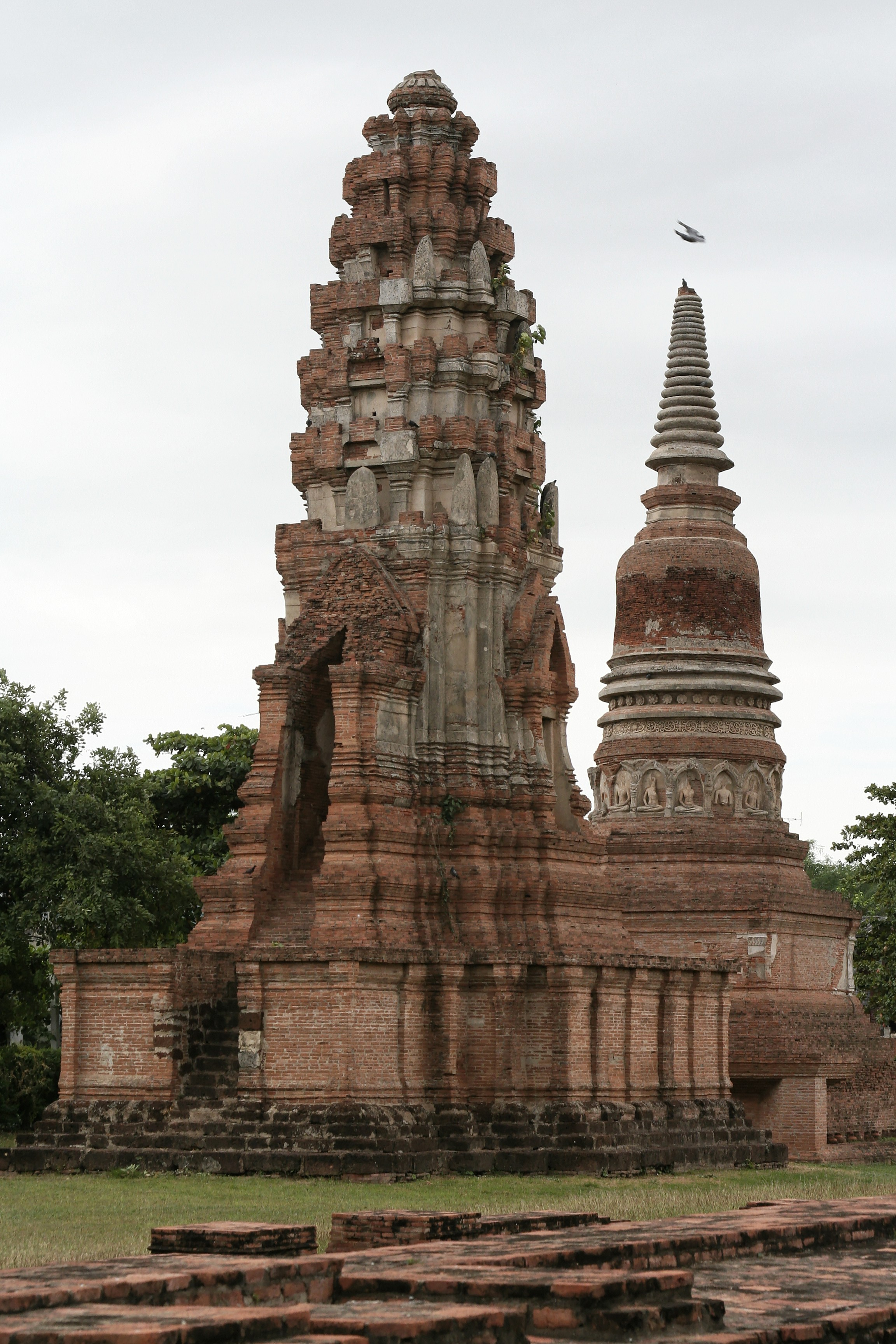
Kleinerer Prang und Chedi
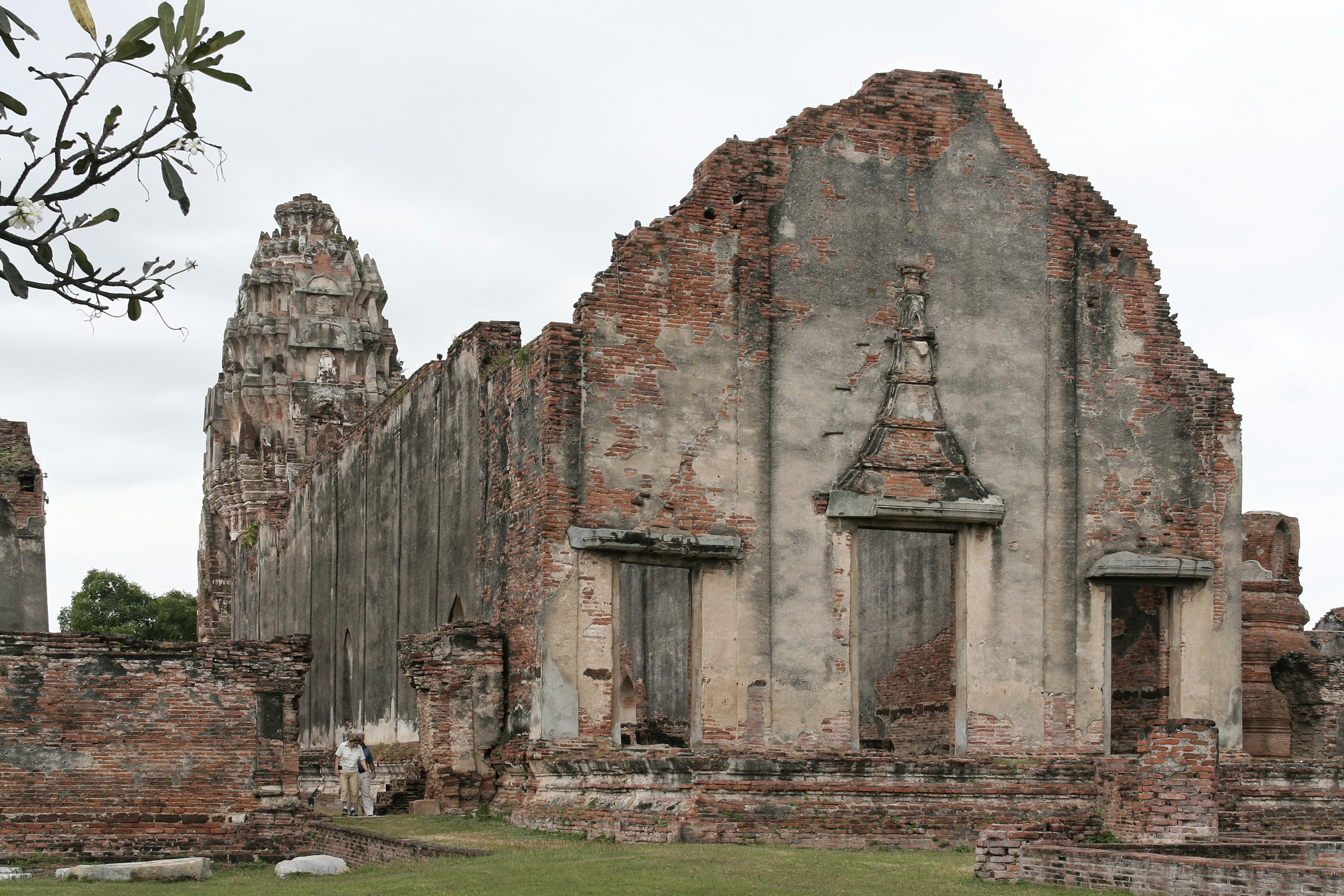
Eingang zum Wihan Luang
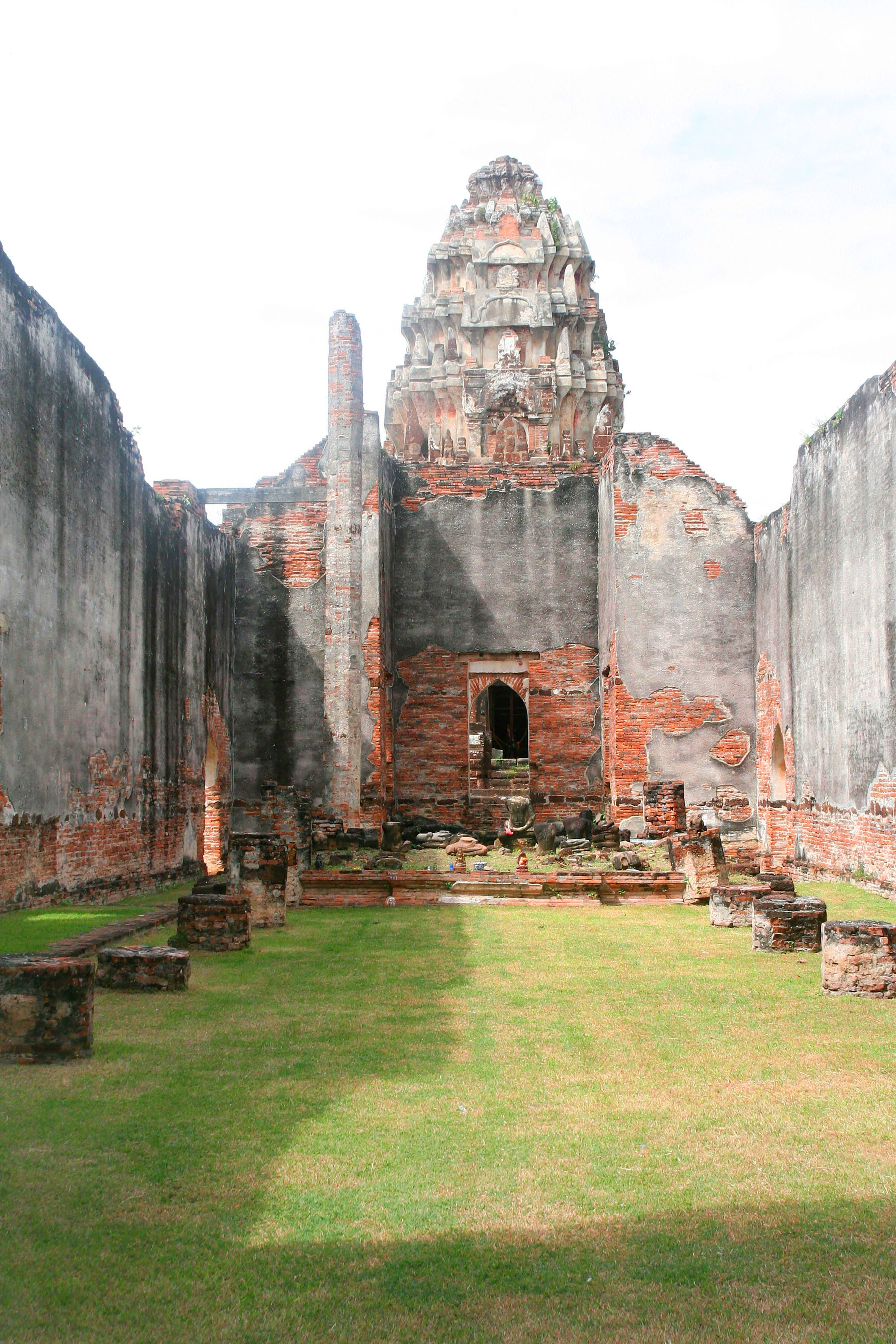
Innenraum des Wihan Luang
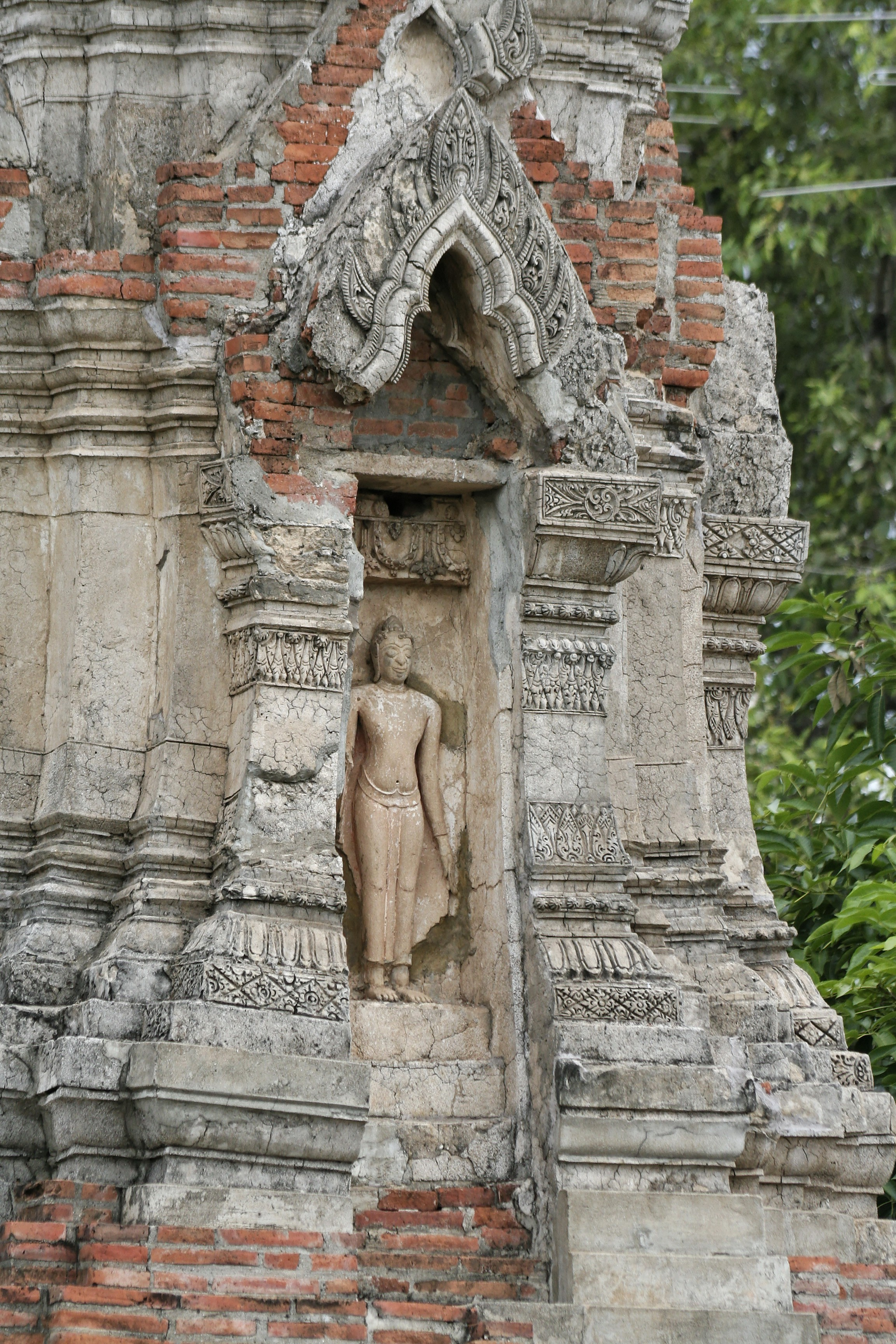
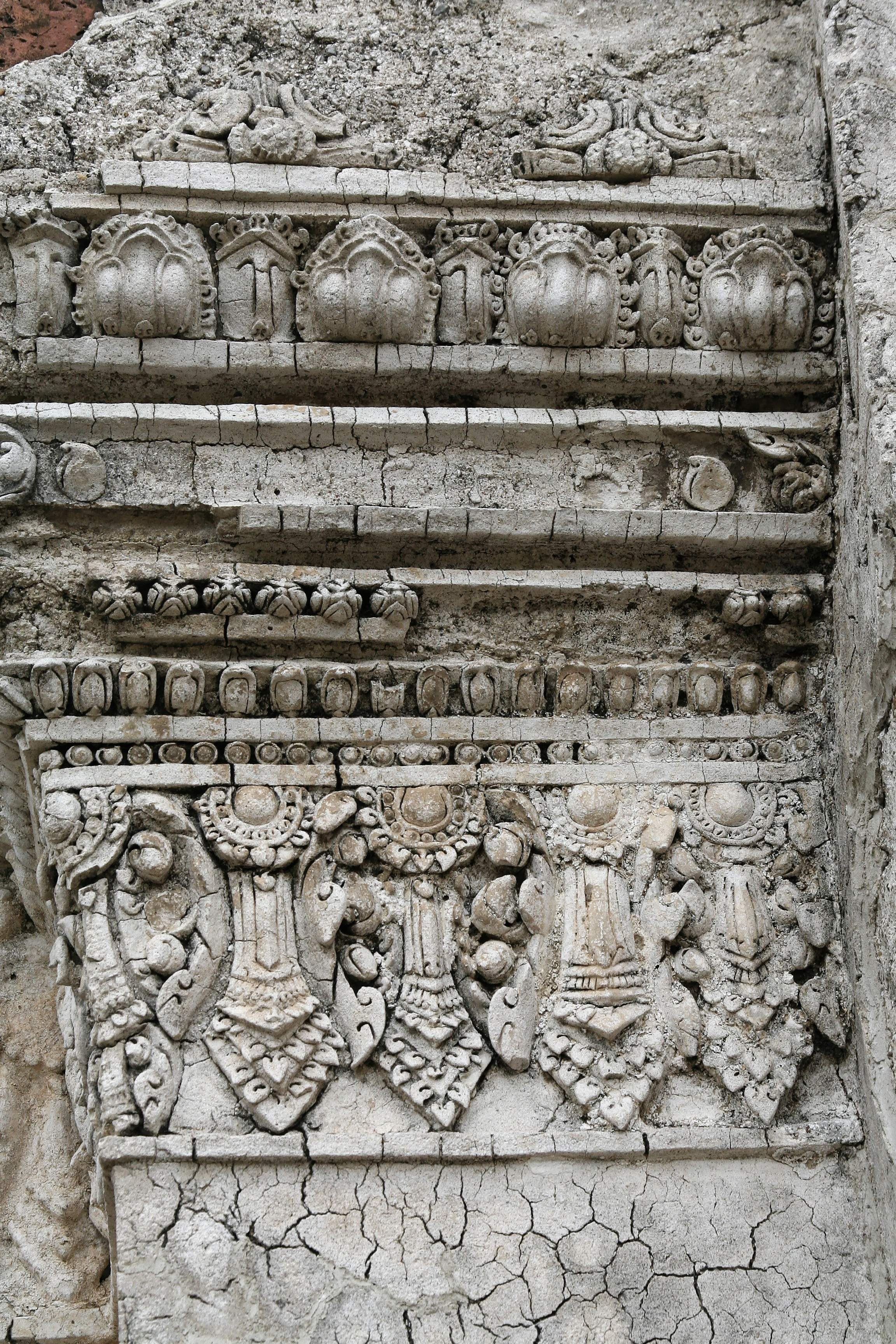
Stuckdekoration am zentralen Prang
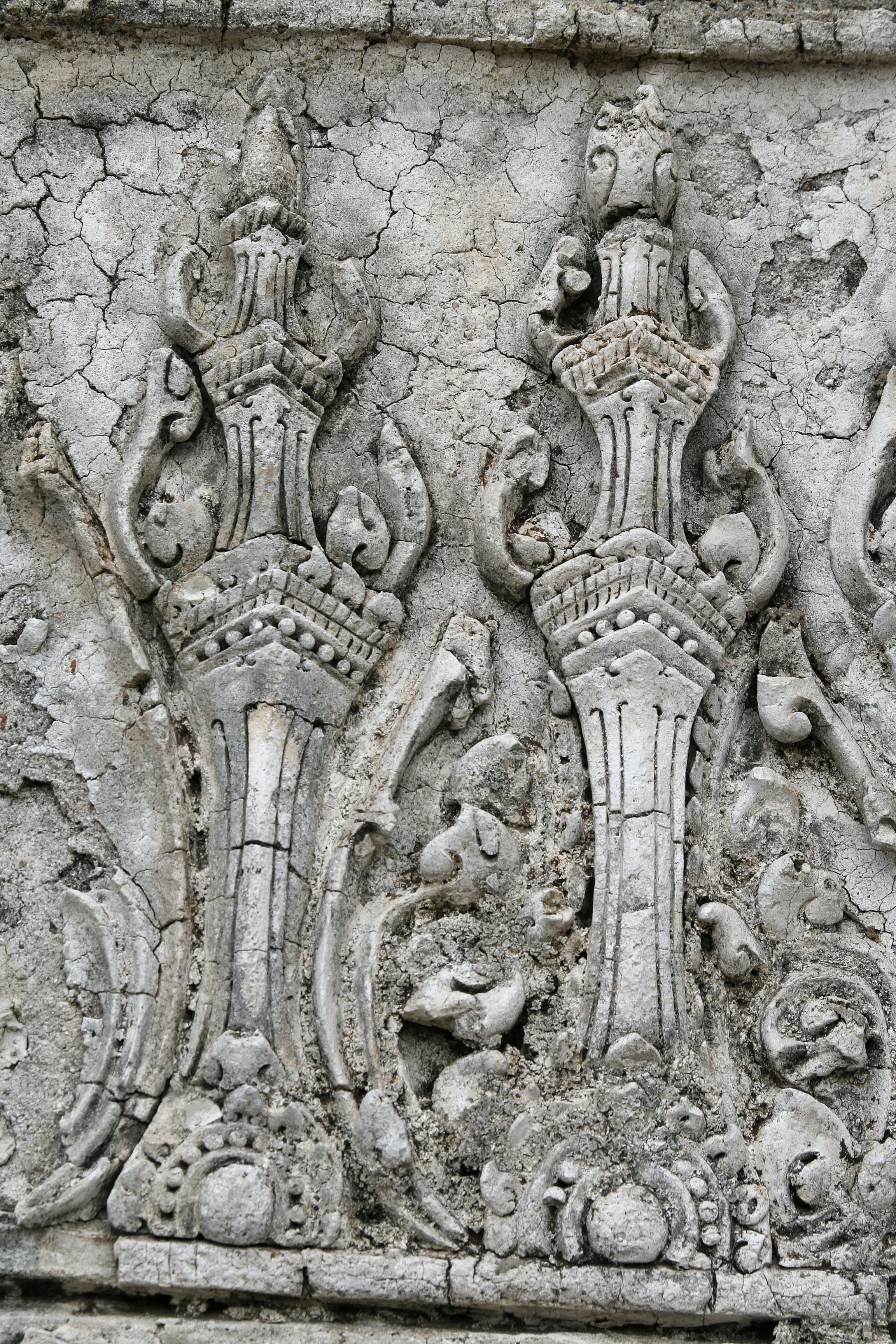
Stuckdekoration am zentralen Prang
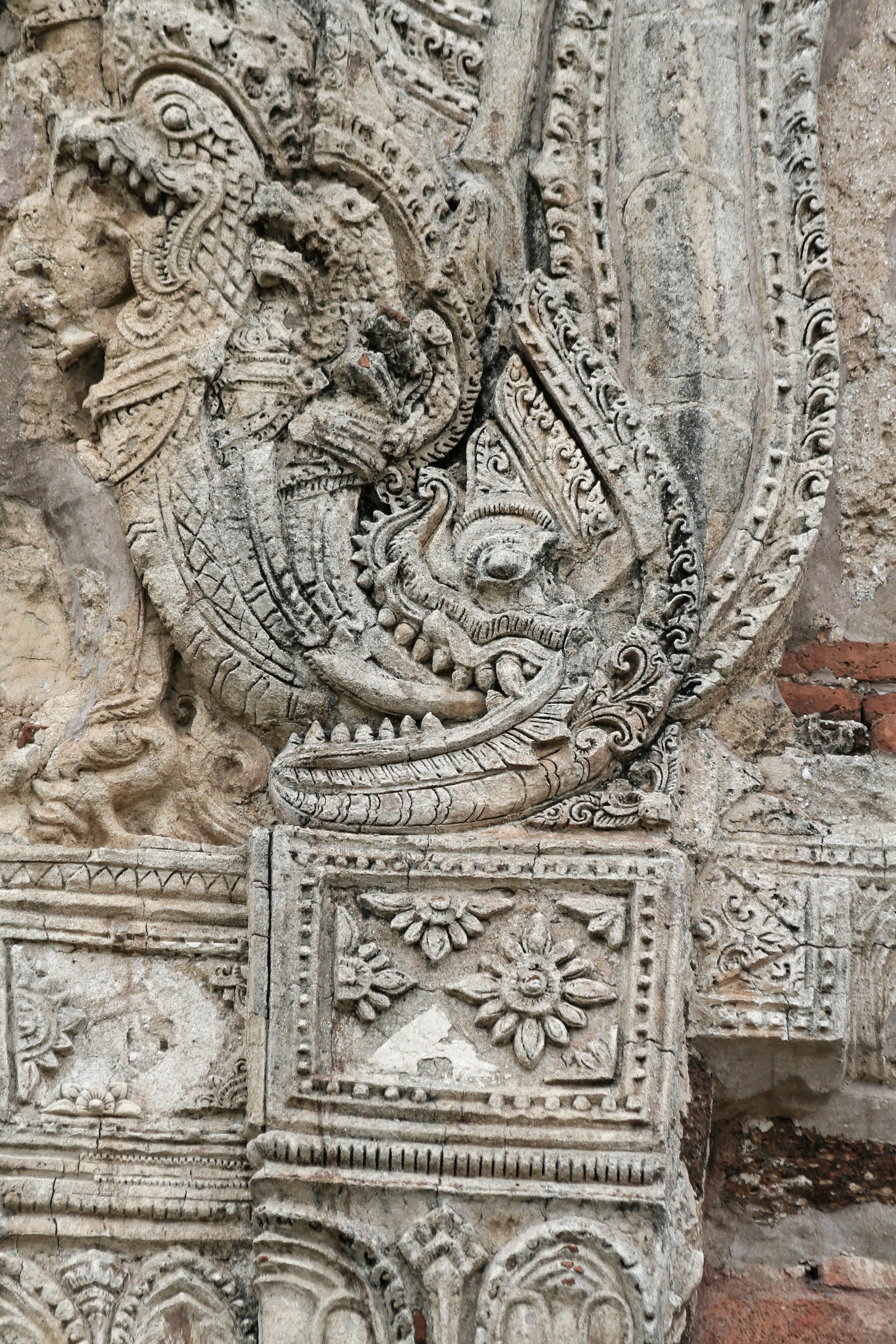
Stuckdekoration am zentralen Prang: Makara, der Nagas ausspuckt
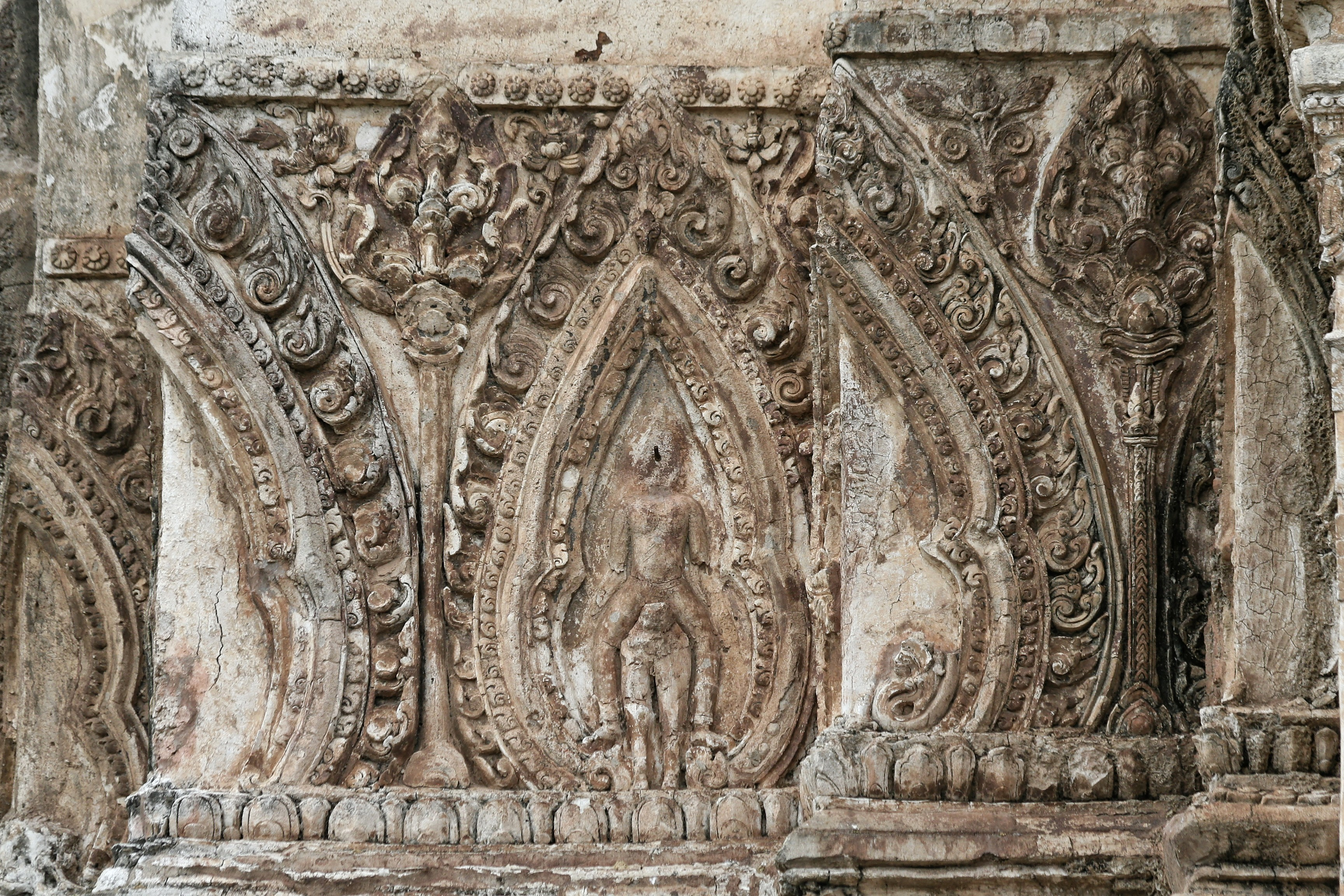
Stuckdekoration am zentralen Prang